# Michael Crawford
Michael Crawford, född 19 januari 1942 i Salisbury i Wiltshire, är en brittisk skådespelare och sångare.

## Karriär
Michael Crawfords karriär började 1955 då han spelade i Benjamin Brittens Let's Make An Opera. Efter det gjorde han många TV-framträdanden och över 500 radioprogram, vilket så småningom gav honom huvudrollen i TV-programmet Not So Much A Programme, More A Way Of Life, vilket ledde till hans roll i filmen The Knack. För den rollen fick han Variety Club Award för Most Promising Newcomer.
Sedan följde roller i filmerna A Funny Thing Happend On The Way To The Forum (1966), How I Won The War (1967), The Games (1970), Hello-Goodbye (1970) och Alice's Adventuers in Woderland (1972).
År 1971 nådde han en internationell publik med komedin No Sex Please – We're British, som var en av Londons mest populära pjäser. Ett år senare spelade han huvudrollen som Frank, som inte kan göra något rätt, i TV-komediserien Some Mothers Do 'Ave 'Em. För den rollen röstades Crawford fram till Funniest Man on Television av TV Times läsare, och till Television Actor of The Year av tidningen The Sun.
1981 spelade Crawford i musikalen Barnum på London Palladium. Den rollen gav honom hans första Oliver Award och en video spelades in för att sprida musikalen till USA. Sen kom hans riktigt stora genombrott: rollen som Fantomen i Andrew Lloyd Webbers Fantomen på Operan där han spelade mot Sarah Brightman.
Fantomen tog hela världen med storm och ledde honom till USA. Albumet sålde i över 12 miljoner exemplar.
Efter det tog hans sångkarriär fart. Hans första album var Songs from the Stage and Screen, som såldes i Storbritannien och i USA. Hans nästa album Michael Crawford Performs Andrew Lloyd Webber visade sig vara en ännu större succé och sålde i över 2 miljoner exemplar. Två år senare (1994) släppte han sitt tredje album A Touch of Music in the Night där han sjunger duetter med Barbra Streisand och Patti LaBelle.
1998 sändes TV-specialen Michael Crawford in Concert, som blev nominerad till två Emmys senare samma år. Samma år släppte han också albumet On Eagle's Wings. De var hans första andliga sånger.
1999 gavs hans självbiografi Parcel Arrived Safely: Tied with String, ut. Den gavs även ut som en talbok, där Crawford själv läser upp en del av boken. Senare samma år gavs albumet Michael Crawford: A Christmas Album ut i USA. Det kom senare även ut i Storbritannien under titeln The Most Wonderful Time of the Year.
I mitten av april 2001 gav han ut albumet Michael Crawford: The Disney Album där han sjunger Disney-sånger.
Efter att ha haft ett långt uppehåll från agerandet gjorde Crawford rollen som Count von Krulock i komedimusikalen Dance of the Vampires, som var baserad på Roman Polanskis film Vampyrernas natt (1967). Men då inte i London utan i USA.
Två år senare (2004) kom han tillbaka till en av Londons scener, efter 18 års uppehåll från agerandet på scen i England. Han spelade då Count Fosco i Andrew Lloyd Webbers musikal The Woman in White baserad på en roman från 1860-talet skriven av Wilkie Collins.
För den rollen fick Michael mycket beröm. Han fick till exempel The British Varity Award för 2004 Outstanding Stage Performance och nominerades till sin tredje Oliver Award för Best Supporting Actor in a Musical.
I Disneys storfilm Wall-E finns sånger från Michael Crawfords musikal Hello Dolly. Bland annat börjar filmen med sången Put On your Sunday Clothes och även sången It Only Takes A Moment är med.

## Familj
Crawford har två döttrar tillsammans med sin ex-fru Gabrielle Lewis. Han har ett barn till med en tidigare flickvän.

## Filmografi
- 1958 - Soapbox Derby och Blow Your Own Trumpet
- 1961 – Två levande och en död
- 1965 – Greppet
- 1966 – En kul grej hände på väg till Forum
- 1967 – Hur jag vann kriget
- 1969 - The Jokers och Hello Dolly
- 1970 - The Games och Hello-Goodbye
- 1972 – Alice i Underlandet
- 1981 - Condorman

## Tv
- 1961 - Sir Francis Drake
- 1964 - Not So Mutch A Programme, More A Way Of Life
- 1974 - Some Mothers Do 'Ave 'Em
- 1975 - Royal Variety Show
- 1979 - Chalk and Cheese
- 1991-1992 - Royal Variety Show
- 1997 - The Fantastic World of Michael Crawford
- 2000 - My Favorite Broadway: The Love Songs
- 2001 - Michael Crawford in Concert

## Scenografi
- 1955 - Let's Make An Opera
- 1963 - Coriolanus
- 1967 - Black Comedy
- 1971 - No Sex Please-We're British
- 1974 - Billy
- 1967 - Same Time, Next Year
- 1979 - Flowers for Algernon
- 1984-1985 - Barnum
- 1986-1991 - The Phantom of the Opera

## Priser
- 1965 - Variety Club för Most Promising Actor
- 1974 - Tv Times Most Finnuest Man
- 2002 - Dance of the Vampires
- 1981 - Society of West End Theatre's för Actor of the Year
- 1987 - Oliver Award för Best Actor in Musical
- 1988 - Tony Award, NY Drama Desk, Other Critics' Circle för Best Actor in Musical
- 1989 - Los Angeles Drama Critics Circle för Distinguished Achievement in Theatre
- 2004 - Variety Club för 2004 Outstanding Stage Preformance
- 2005 - Theatregoers' Choice för Best Supporting Actro in Musical

## Utmärkelser
- 1987 - Officer of the British Empire av hennes majestät Drottning Elizabeth II
- 1997 - Living Legend av Live! Magazine